# Bol (biologie)

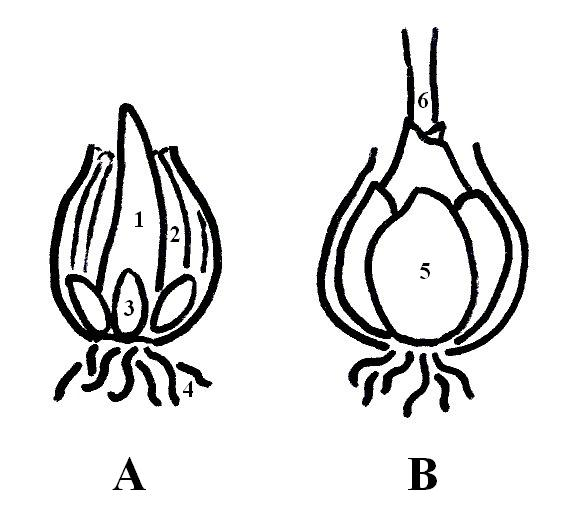
Een schematische tekening van een bol in het vroege voorjaar (A) en tijdens de bloei (B). Aangegeven zijn:
1 eindknop, 2 rok, 3 knop, 4 wortels, 5 nieuwe bol, 6 stengel.

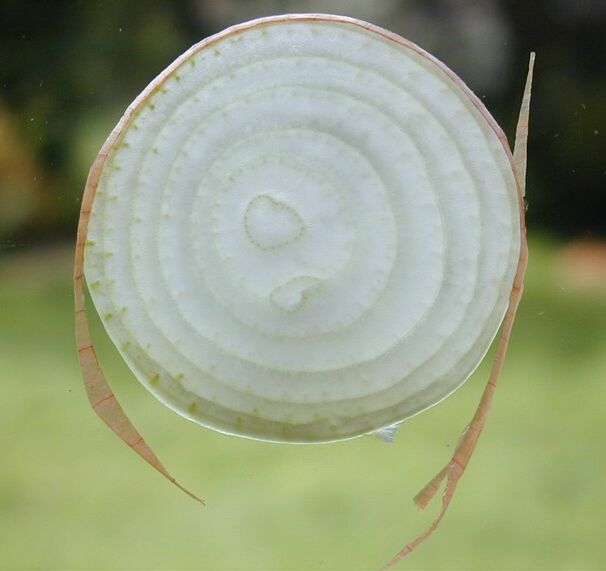
Doorsnede van een ui die de vaatbundels toont van het parallelnervig blad

Een bol is een ondergronds deel van een (meestal eenzaadlobbige) plant waarin voedingsstoffen worden opgeslagen die de plant gebruikt om het volgende seizoen weer uit te groeien. Bolgewassen zijn planten met bollen die voor voedsel of sierdoeleinden (bloembollen) worden geteeld.
Eén plant kan soms verscheidene bollen vormen, dan is sprake van vegetatieve vermeerdering. Bollen worden niet altijd ondergronds gevormd, maar kunnen ook bovengronds aan de stengel of zelfs in een bloeiwijze gevormd worden en worden dan broedbolletjes genoemd.

## Onderdelen
Een bol bestaat uit een 
- bolschijf, de sterk gedrongen en verbrede stengel waarin een grote hoeveelheid reservevoedsel is opgeslagen en
- rokken of schubben, de verdikte bladeren die op de bolschijf staan ingeplant. Men spreekt van rokken (bijvoorbeeld bij de tulp) als ze elkaar geheel omsluiten, en van schubben (bijvoorbeeld bij de lelie) als ze elkaar gedeeltelijk omsluiten.

De buitenste rokken zijn niet verdikt en drogen vliezig op, waardoor ze de rest van de bol tegen uitdrogen en aantasting door schimmels beschermen. Bij het pellen van de bol worden deze vliezige rokken verwijderd. 
In de oksels van de rokken bevinden zich de zijknoppen. Aan het eind van het groeiseizoen sterven de bovengrondse delen en de wortels af. Voor het uitlopen in het nieuwe groeiseizoen gebruikt de plant het reservevoedsel uit de rokken, die daardoor verschrompelen. In het voorjaar kunnen de zijknoppen zich ontwikkelen tot nieuwe bollen, zogenaamde klisters. Deze kunnen geplant worden en uitgroeien tot nieuwe planten. Meestal duurt het enkele jaren voordat deze nieuwe bollen groot genoeg zijn om een bloem te kunnen voortbrengen.